# Złota (film)
Złota (ang. The Golden Bowl) – amerykańsko-brytyjsko-francuski melodramat z 2000 roku w reżyserii Jamesa Ivory’ego, zrealizowany na podstawie powieści Henry’ego Jamesa.

## Fabuła
Anglia, rok 1905. Adam Verver, podstarzały amerykański milioner jest kolekcjonerem sztuki. Wydaje za mąż swoją jedyną córkę Maggie. Oboje są nierozłączni ze sobą. Maggie przygotowuje się do ślubu z księciem Amerigo, który ma problemy finansowe. Ale zanim poznał Maggie, był zakochany w Charlotte - przyjaciółce Maggie. Ale musieli się rozstać, bo byli za biedni na ślub. Charlotte pojawia się parę dni przed ślubem i prosi Amerigo, by pomógł znaleźć prezent dla młodej pary. W antykwariacie znajdują złotą czaszę. Dwa lata później Charlotte żeni się z Adamem Ververem, by być bliżej Amerigo.

## Obsada
- Kate Beckinsale - Maggie Verver
- James Fox - pułkownik Bob Assingham
- Anjelica Huston - Fanny Assingham
- Nick Nolte - Adam Verver
- Jeremy Northam - książę Amerigo
- Madeleine Potter - Lady Castledean
- Uma Thurman - Charlotte Stant
- Nicholas Day - Lord Castledean
- Peter Eyre - A.R. Jarvis
- Nickolas Grace - wykładowca
- Robin Hart - pan Blint

## Produkcja
Zdjęcia kręcono m.in. na zamku Belvoir (hrabstwo Leicestershire), w Londynie i Rzymie.